# 沃尔夫冈·艾格

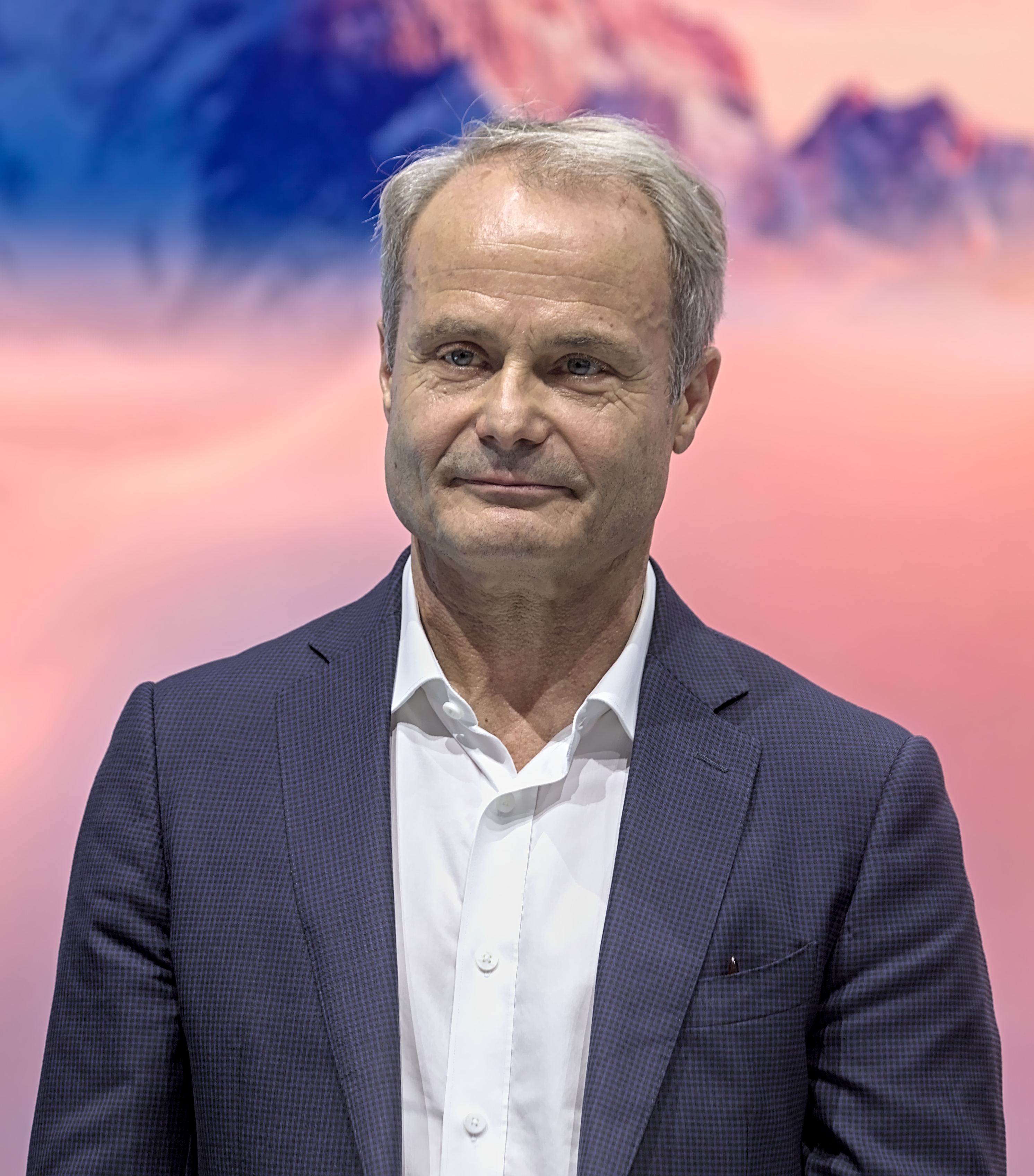
2023年的沃尔夫冈·艾格

沃尔夫冈·艾格（德語：Wolfgang Josef Egger, 1963年2月13日—）是一位德国汽车设计师。

## 生平
1963年出生于德国巴伐利亚奥伯斯多夫，1989年毕业于米兰一家国际文理学院。之后任职于阿尔法·罗密欧，1993年升任阿尔法·罗密欧首席设计师，1998年担任西亚特首席设计师，逐渐融入个人色彩，诸如西亚特Ibiza等车型。2001年进入蓝旗亚，同年又返回阿尔法·罗密欧担任首席设计师。2007年5月1日担任奥迪首席设计师，负责奥迪汽车和兰博基尼设计。由于第二代奥迪Q7遭遇严重销售下滑，导致其2013年12月6日被迫离任。
2016年11月担任比亚迪首席设计师，主要推出比亚迪宋Max、比亞迪漢等车型。

## 设计车型

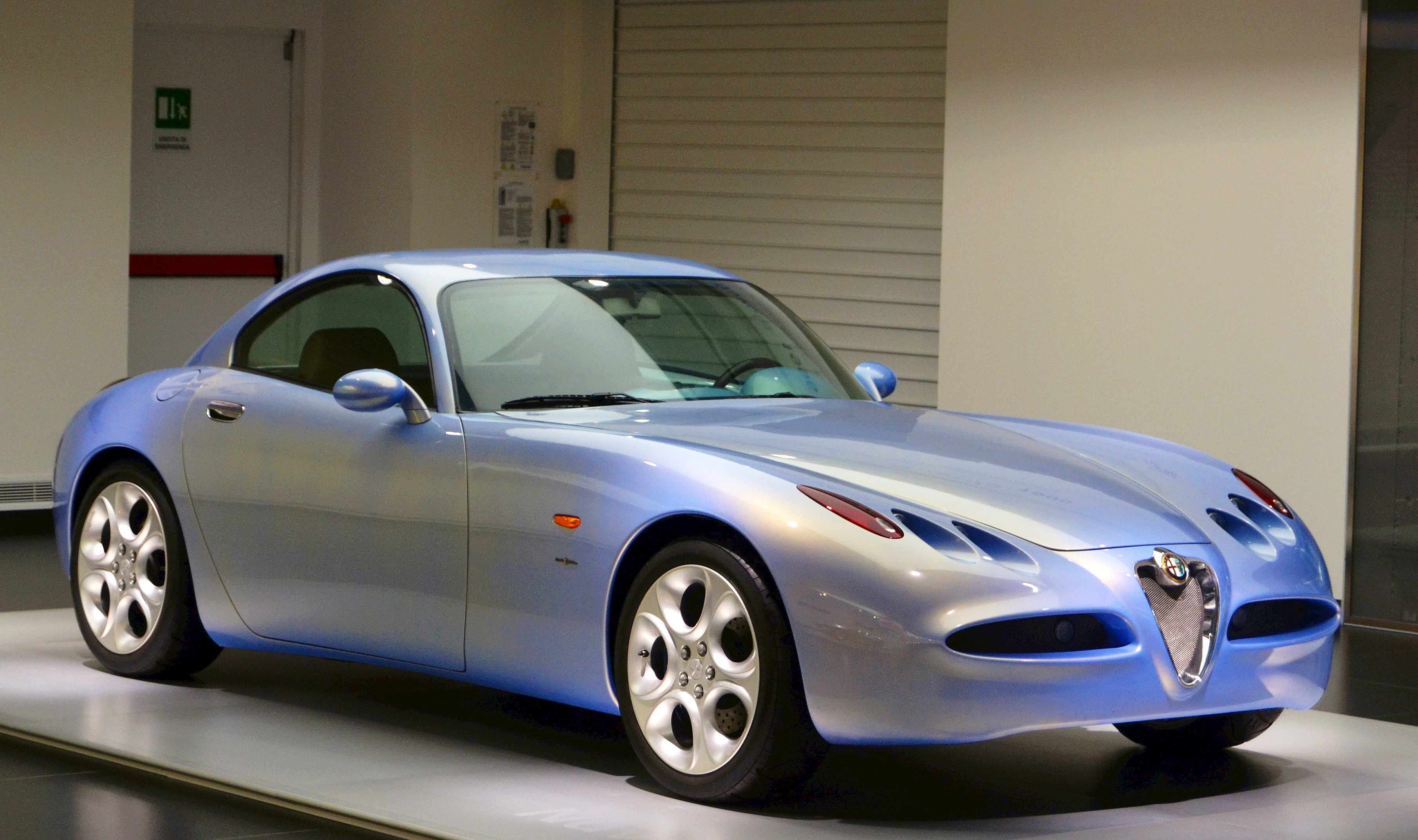
阿尔法·罗密欧Nuvola
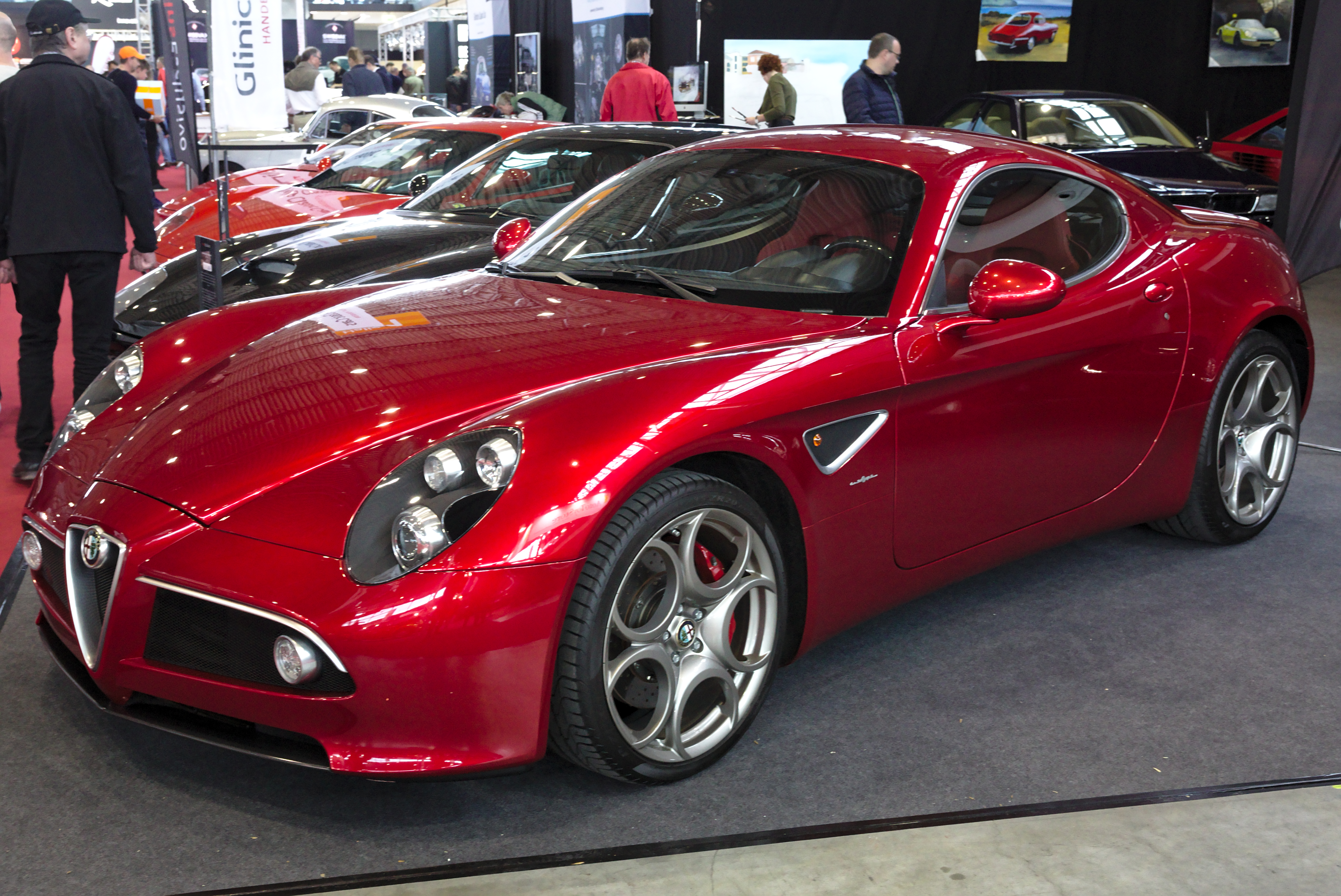
愛快羅密歐8C Competizione
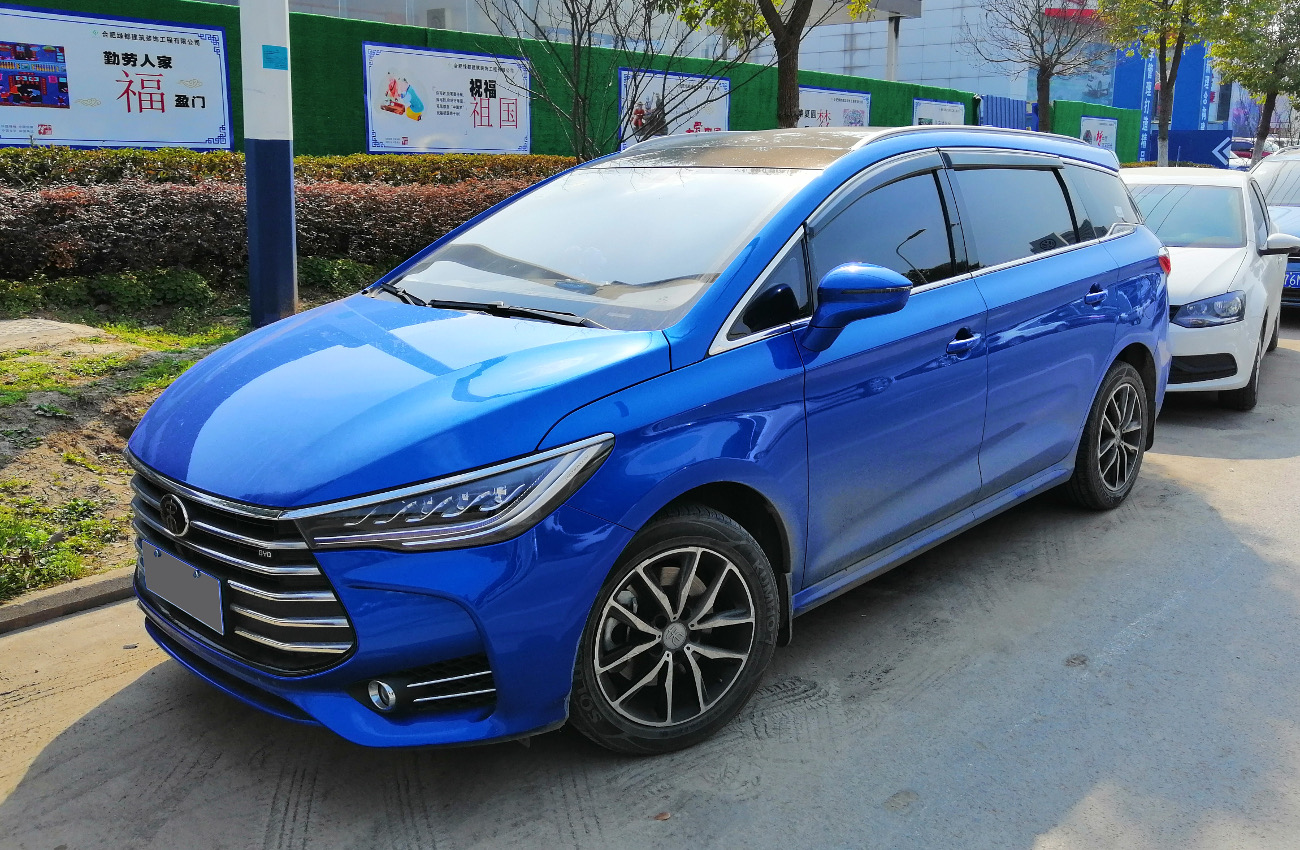
比亚迪宋Max
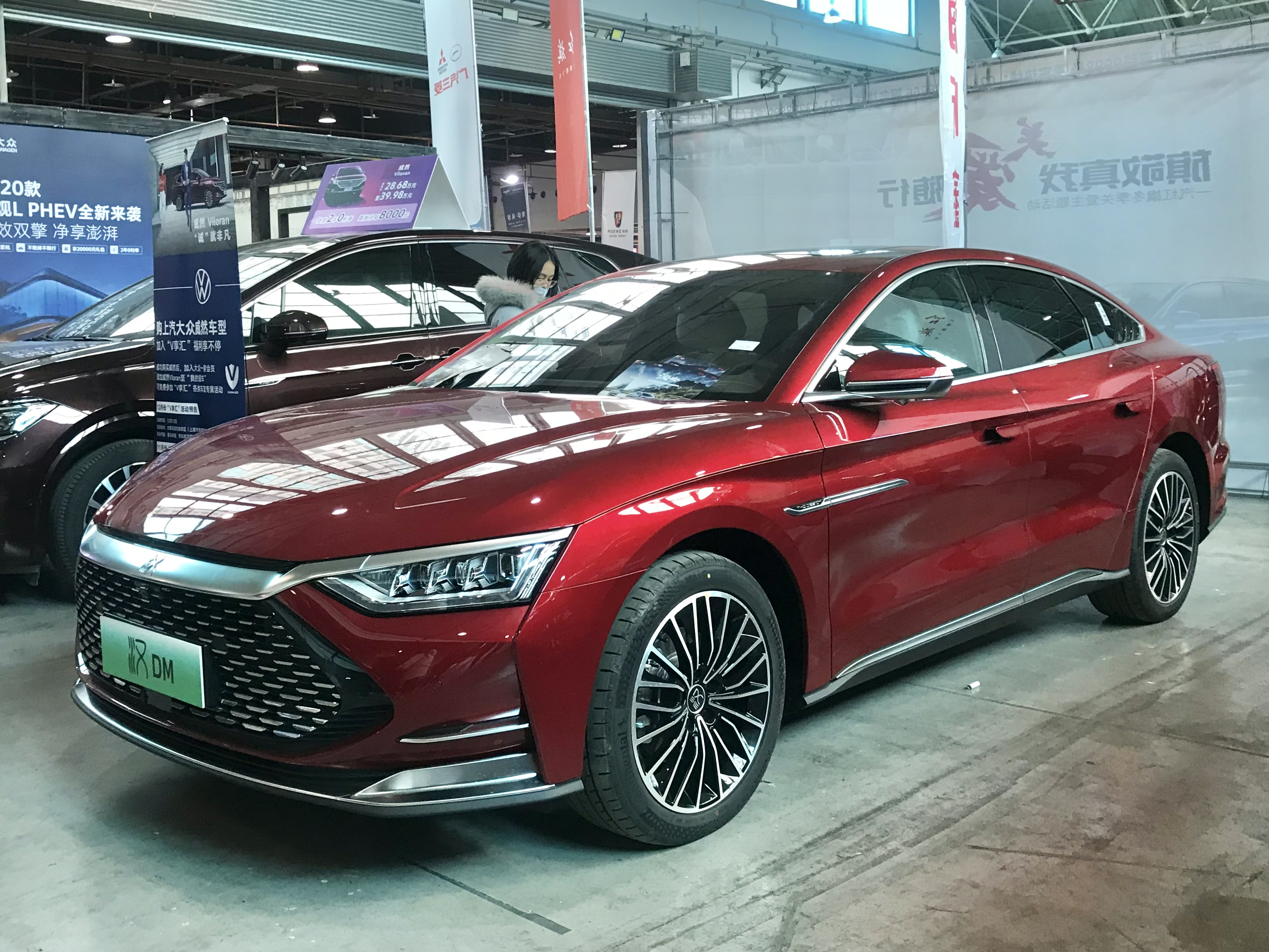
比亞迪漢

## 家庭
已婚，有两个孩子。